# Henry Chavancy
Henry Chavancy (Francia, 22 de mayo de 1988) es un jugador profesional francés de rugby que se desempeña en la posición de centro exterior en Racing 92, equipo perteneciente a la liga Top 14.

## Carrera
Chavancy es un jugador de formación francesa (JIFF). En 2004 comenzó su carrera deportiva con el equipo Racing 92, donde lleva jugando veinte temporadas.